# Tricentra percrocea
Tricentra percrocea är en fjärilsart som beskrevs av W. Warren 1906. Tricentra percrocea ingår i släktet Tricentra och familjen mätare. Inga underarter finns listade i Catalogue of Life.